# Війна проти Перуано-болівійської конфедерації
Війна проти Перу-болівійської конфедерації також відома як Війна Конфедерації (іспанська Guerra de la Confederación; іспанська Guerra contra la Confederación Perú-Boliviana) — збройний конфлікт 1836—1839 років, в якому з одного боку брала участь Перу-болівійська конфедерація, а з іншого — Чилі, Аргентина й перуанські дисиденти. Особливість конфлікту полягала в тому, що через антагонізм між чилійським диктатором Порталесом та аргентинським диктатором Росасом ці дві країни вели з Конфедерацією окремі війни, не координуючи дії одне з одним. Поразка у війні призвела до розпаду Конфедерації.

## Передісторія
Створення 1836 року Андресом де Санта-Крусом Перу-болівійської конфедерації спричинило тривогу у сусідів. Політик Дієго Порталес, який стояв за спиною чилійського президента Хосе Хоакіна Прієто, остерігався, що нова держава порушить регіональний баланс сил і з часом поглине Чилі, й тому одразу став ворогом Конфедерації. Між двома країнами існували й економічні суперечності: перуанський порт Кальяо та чилійський Вальпараїсо змагалися за контроль над торговими шляхами в Тихому океані. Всередині Конфедерації також не все було гаразд: північноперуанські землевласники вбачали у Конфедерації загрозу своїм інтересам.
Ще у січні 1835 року майбутній президент Перу Філіпе Сантьяго Салаверрі підписав з Чилі Угоду про дружбу, торгівлю та мореплавство, однак генерал Луїс Хосе де Орбегосо, який усунув його від влади, 14 лютого 1836 року анулював угоду. Після створення Конфедерації Перу підвищило тарифи на чилійське зерно на 250 %, у відповідь Чилі здійснило аналогічний підйом тарифів на перуанський цукор. Тарифна війна була призупинена тільки завдяки втручанню мексиканського посла в Чилі, який узяв на себе роль посередника.

## Неоголошена війна між Конфедерацією та Чилі
Після перемоги консерваторів у Чилі колишній диктатор Рамон Фрейре був вигнаний з країни та прибув до Ліми. Він отримав допомогу від уряду Конфедерації для усунення чилійського керівництва, але його експедиція завершилась невдачею: шлюп «Orbegoso» 28 липня 1836 року був захоплений чилійським фрегатом «Monteagudo» та увійшов до складу чилійського флоту, а сам Фрейре, намагаючись взяти Анкуд, потрапив у полон та був ув'язнений на островах Хуан-Фернандес.
Після рейду Фрейре Порталес вирішив попередити подальші спроби втручання Конфедерації в ситуацію в Чилі, й організував набіг на Кальяо. Невеликий чилійський флот під командуванням іспанського моряка Вікторіно Гаррідо прибув до Кальяо з візитом дружби, та вночі 21 серпня 1836 року захопив три судна Конфедерації.
Санта-Крус намагався залагодити конфлікт із Чилі шляхом перемовин. Чилійський Конгрес відрядив на перемовини одного з авторів конституції — юриста Маріано Еганью. Чилійська сторона висунула низку вимог: повернення позик, узятих Перу у Чилі, скорочення армій, вибачення за рейд Фрейре та розпуск Конфедерації. Санта-Крус погодився на все, окрім розпуску Конфедерації. У відповідь Чилі 28 грудня 1836 року оголосили війну.

## Війна з Аргентиною
Аргентина й Еквадор перебували у дружніх відносинах з Конфедерацією, та спочатку залишались нейтральними у конфлікті. Однак підтримка Санта-Крусом противників аргентинського диктатора Росаса призвела до того, що 9 травня 1837 року Аргентина також оголосила війну Конфедерації. За Конфедерацію вступилась Франція, яка влаштувала морську блокаду Буенос-Айреса, але ці спроби усунути Росаса від влади успіху не мали. На суші, однак, справи у Росаса були не настільки сприятливими: Санта-Крус зумів розбити відряджену проти нього аргентинську армію.

## Перебіг війни з Чилі

### Кампанія 1837 року
Чилійська громадська думка була проти війни, мети якої вона не розуміла. Коли чилійський уряд запровадив воєнний стан, опозиція звинуватила Порталеса у встановленні диктатури й почала газетну кампанію, спрямовану як проти нього особисто, так і проти непопулярної війни. Армія ще пам'ятала «чистки», що відбувались після громадянської війни 1829 року, та в результаті 4 жовтня 1837 року полковник Хосе Антоніо Відаурре заарештував Порталеса, який здійснював інспекцію казарм в Кільйоті. Помилково розраховуючи на масову підтримку Відаурре атакував Вальпараїсо, але був відбитий контр-адміралом Мануелем Бланко Енкаладою, який очолив оборону міста. Дізнавшись про поразку заколоту, капітан Сантьяго Флорін 6 жовтня 1837 року застрелив заарештованого Порталеса. У подальшому всі учасники змови були схоплені та страчені.
Тим часом ворожі сторони постарались установити контроль над морськими шляхами. В листопаді 1837 року флот Конфедерації, що складався із суден «Socabaya», «Confederación» та «Congreso», вийшов у море й атакував острови Хуан-Фернандес, звільнивши в'язнів, які там перебували, потім завдав ударів по портам Талькауано, Сан-Антоніо, Уаско й Кальдера.
Чилійський уряд відрядив у вересні 1837 року 2800 солдат на суднах під командуванням адміралів Енкалада й Сімпсона, які, висадившись у жовтні на перуанській території, після тривалого та виснажливого маршу, зазнавши дорогою значних втрат, захопили місто Арекіпа. Однак розрахунок чилійців на підтримку місцевого населення не виправдався, й поки Енкалада вів нескінченні перемовини з місцевими лідерами, Санта-Крус підтягнув війська та заблокував місто. 17 листопада 1837 року Енкалада був змушений підписати Паукарпатську угоду, відповідно до якої війна завершувалась, між країнами відновлювались торгові відносини, а чилійська армія отримувала можливість повернутись на батьківщину.

### Кампанія 1838 року
Коли у грудні 1837 року Енкалада ганебно повернувся з армією та флотом до Вальпараїсо, спалахнув величезний скандал. Паукарпатську угоду було гнівно відкинуто чилійським урядом, і війна відновилась. Чилійський флот із п'яти лінійних кораблів під командуванням Сімпсона вийшов у море, та 12 січня 1838 року поблизу перуанського порту Іслай зустрів ескадру Конфедерації. Бій тривав до темряви без будь-якого результату; обидві сторони оголосили про свою перемогу.
До середини 1838 року чилійці зуміли завоювати панування на морі, а армія, на чолі якої постав генерал Мануель Бульнес Прієто, просувались на Ліму. 21 серпня 1838 року чилійці розбили перуанські війська, лояльні до Конфедерації, й наприкінці жовтня зайняли Ліму, але були змушені залишити її на початку листопада у зв'язку з наближенням великої армії з Болівії під командуванням Санта-Круса. Чилійські війська евакуювались в Уачо.
Тим часом представники жителів Перу зібрались на конгрес та проголосили генерала Гамарру тимчасовим президентом незалежного Перу.

### Кампанія 1839 року
12 січня 1839 року в результаті перемоги у морській битві при Касма чилійський флот став господарем у південно-східній частині Тихого океану. На суші Санта-Крус 6 січня розбив чилійський експедиційний корпус у битві при Буїні, та зайняв місто Юнгай, перерізавши чилійські комунікації. Однак чилійський командувач врахував обстановку — Санта-Крус мав розбиратись зі складною внутрішньополітичною ситуацією в Конфедерації — та вирішив атакувати. У результаті битви при Юнгаї 20 січня 1839 року війська Конфедерації зазнали несподіваної поразки, втративши 2400 чоловік убитими й 1600 полоненими.
Після перемоги при Юнгаї чилійці вирушили на південь та у квітні знову зайняли Ліму. Санта-Крус втік до Еквадору, що призвело до розвалу Конфедерації та припинення війни.

## Підсумки
Досягнувши своєї мети — розпуску Конфедерації — чилійські війська залишили Перу, визнавши Гамарру як президента Перу. Однак Гамарра продовжив війну з Болівією; він був не проти ідеї Конфедерації — він був проти того, щоб у Конфедерації домінувала Болівія. Так війна проти Конфедерації перетворилась на перуансько-болівійську війну, що завершилась 1842 року.

## Нотатки
1. ↑  In July 1838, 5,400 soldiers of the Chilean Army commanded by General Bulnes sailed from Chile to Peru.[4] Later they were joined that year by an auxiliary reinforcement of 800 Chilean soldiers.[5] Then 2,000[6] recruits were organized in Chile, but they did not sail to Peru because the war was over. In the decisive battle of Yungay there were between 4,000[7]–4,467[8] Chileans.
2. ↑  After the liberation of Lima in August 1838, by anti-confederation rebels supported by the Chilean army commanded by General Bulnes, the government of General Gamarra was formed, which began the organization of the Peruvian army. At first, he only managed to gather 500 recruits,[10] but with the passage of the war he increased to 3,000 recruits.[11] In the decisive battle of Yungay, only 800[8] to 1,000[7] Peruvians would participated.
3. ↑  The army that Orbegoso managed to gather in Lima was about 3,400 soldiers.[15] It also had 500 soldiers who protected Callao.[16]